# Équipe d'Uruguay de football à la Copa América 1922
L'équipe d'Uruguay de football participe à sa 6e Copa América lors de cette édition 1922 qui a eu lieu à Rio de Janeiro au Brésil du 17 septembre au 22 octobre 1922.

## Résultats

### Classement final
Les cinq équipes participantes sont réunies au sein d'une poule unique où chaque formation rencontre une fois ses adversaires. À l'issue des rencontres, l'équipe classée première remporte la compétition.
|   | Équipe    | Pts | J | G | N | P | BP | BC | Diff |
| - | --------- | --- | - | - | - | - | -- | -- | ---- |
| 1 | Paraguay  | 5   | 4 | 2 | 1 | 1 | 5  | 3  | +2   |
| 2 | Brésil    | 5   | 4 | 1 | 3 | 0 | 4  | 2  | +2   |
| 3 | Uruguay   | 5   | 4 | 2 | 1 | 1 | 3  | 1  | +2   |
| 4 | Argentine | 4   | 4 | 2 | 0 | 2 | 6  | 3  | +3   |
| 5 | Chili     | 1   | 4 | 0 | 1 | 3 | 1  | 10 | -9   |

| 23 septembre | Uruguay  | 2 | 0 | Chili     |
| 1er octobre  | Brésil   | 0 | 0 | Uruguay   |
| 8 octobre    | Uruguay  | 1 | 0 | Argentine |
| 12 octobre   | Paraguay | 1 | 0 | Uruguay   |

### Matchs
| 23 septembre 1922                                                                                 | Uruguay                          | 2 – 0                                                                                               | Chili | Estádio das Laranjeiras (Rio de Janeiro)          |                                                   |
|                                                                                                   | Heguy 10e · Urdinarán 19e (pen.) | (2 - 0)                                                                                             |       | Spectateurs : 12 000 Arbitrage : Francisco Andreu | Spectateurs : 12 000 Arbitrage : Francisco Andreu |
| Batignani - Urdinarán, Tejera - Aguerre, Zibechi, Vanzzino - Somma, Heguy, Buffoni, Romano, Marán | Équipes                          | Balbontín - Vergara, Poirier - Elgueta, Catalán, González - Abello, Domínguez, Bravo, Encina, Varas |       | Spectateurs : 12 000 Arbitrage : Francisco Andreu | Spectateurs : 12 000 Arbitrage : Francisco Andreu |

| 1er octobre 1922                                                                                  | Brésil  | 0 – 0                                                                                               | Uruguay | Estádio das Laranjeiras (Rio de Janeiro)        |                                                 |
|                                                                                                   |         | (0 - 0)                                                                                             |         | Spectateurs : 30 000 Arbitrage : Servando Pérez | Spectateurs : 30 000 Arbitrage : Servando Pérez |
| Kuntz - Palamone, Barthô - Laís, Amílcar, Fortes - Formiga, Neco, Friedenreich, Tatú, Rodrigues I | Équipes | Batignani - Urdinarán, Tejera - Aguerre, Zibechi, Vanzzino - Somma, Heguy, Casanello, Romano, Marán |         | Spectateurs : 30 000 Arbitrage : Servando Pérez | Spectateurs : 30 000 Arbitrage : Servando Pérez |

| 8 octobre 1922                                                                                        | Uruguay     | 1 – 0 | Argentine | Estádio das Laranjeiras (Rio de Janeiro)      |                                               |
| | Buffoni 43e | (1 - 0) |           | Spectateurs : 14 000 Arbitrage : Pedro Santos | Spectateurs : 14 000 Arbitrage : Pedro Santos |
| Batignani - Urdinarán, Tejera - Aguerre, Zibechi, Vanzzino - Somma, Buffoni, Casanello, Romano, Otero | Équipes     | Tesoriere - A. Celli, Castoldi - Chabrolín, Dellavalle, Solari - Rofrano, Libonatti, Gaslini, E. Celli, Francia |           | Spectateurs : 14 000 Arbitrage : Pedro Santos | Spectateurs : 14 000 Arbitrage : Pedro Santos |

| 12 octobre 1922 | Paraguay    | 1 – 0                                                                                                 | Uruguay | Estádio das Laranjeiras (Rio de Janeiro)     |                                              |
| | Elizeche 7e | (1 - 0)                                                                                               |         | Spectateurs : 3 000 Arbitrage : Pedro Santos | Spectateurs : 3 000 Arbitrage : Pedro Santos |
| Denis - Paredes, Mena Porta - Centurión Miranda, Fleitas Solich, Benítez Casco - Capdevila, Schaerer, Elizeche, Rivas, Fretes | Équipes     | Batignani - Urdinarán, Tejera - Aguerre, Zibechi, Vanzzino - Somma, Buffoni, Casanello, Romano, Otero |         | Spectateurs : 3 000 Arbitrage : Pedro Santos | Spectateurs : 3 000 Arbitrage : Pedro Santos |

## Navigation